# NIST-F1

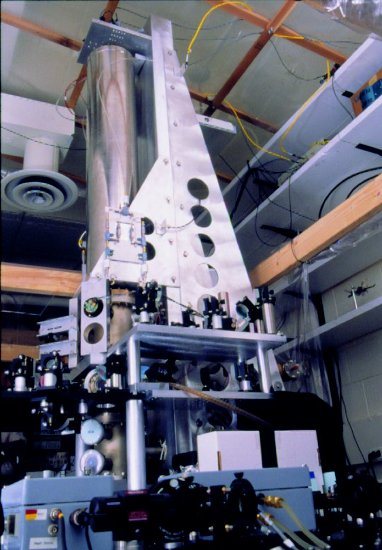
Il NIST-F1 sorgente del tempo ufficiale degli Stati Uniti

Il NIST-F1 è un orologio atomico a fontana di cesio che si trova presso il National Institute of Standards and Technology (NIST) a Boulder, in Colorado, e scandisce il tempo e l'ora ufficiale di tutti gli Stati Uniti d'America.
Per il suo sviluppo e per i test sono stati impiegati meno di quattro anni. Fu sviluppato da 
Steve Jefferts e Dawn Meekhof presso la divisione Time and Frequency del NIST Physical Measurement Laboratory.
Sostituisce il NIST-7, un orologio atomico al cesio utilizzato dal 1993 al 1999. Il NIST-F1 è 10 volte più accurato del NIST-7 e sarà rimpiazzato in futuro dal NIST-F2.